# Neolindbergia veloirae
Neolindbergia veloirae är en bladmossart som beskrevs av Hiroyuki Akiyama 1991. Neolindbergia veloirae ingår i släktet Neolindbergia och familjen Pterobryaceae. Inga underarter finns listade i Catalogue of Life.